# Тёмный город (фильм, 1998)
«Тёмный город» (англ. Dark City) — фантастический триллер, снятый австралийским режиссёром Алексом Пройасом по мотивам собственного рассказа. Над окончательной версией сценария работали также Дэвид Гойер и Лем Доббс. Фильм выпущен 27 февраля 1998 года, главные роли исполнили Руфус Сьюэлл, Уильям Хёрт, Кифер Сазерленд и Дженнифер Коннелли.
Футуристический триллер рассказывает о человеке, который просыпается и обнаруживает, что его разыскивают за жестокие убийства, о которых сам он не помнит. Преследуемый таинственными существами, которые способны останавливают время и изменять реальность, он пытается понять происходящее и собственную личность.
Несмотря на кассовый провал, кинокритики в основном тепло отзывались о кинокартине. В частности, Роджер Эберт поддержал фильм, высоко оценив его визуальные эффекты, сценографию, операторскую работу и работу художника-постановщика. Фильм получил ряд наград, в числе которых премия «Сатурн» за лучший научно-фантастический фильм (1999; совместно с фильмом «Армагеддон»). Многочисленные источники подтверждают влияние стилистики «Тёмного города» на выпущенную спустя год «Матрицу».
Режиссёрская версия фильма (Director’s Cut) появилась на DVD к десятилетию его премьеры — летом 2008 года.

## Сюжет
Главный герой фильма Джон Мёрдок пробуждается в ванной комнате отеля и понимает, что не помнит ничего. Он получает телефонный звонок от некоего доктора Дэниэла Шребера, просящего его покинуть гостиницу, так как, с его слов, «за ним охотятся». В соседней комнате он обнаруживает труп женщины, покрытый ранами в виде спиралевидных узоров. В итоге он узнаёт своё настоящее имя и находит свою жену Эмму. Как выясняется, полиция подозревает Мёрдока в серийных убийствах проституток; также преследует его и группа странно одетых, неестественно бледных людей, называемых «Незнакомцами» (ориг. Strangers), обладающих психокинетическими способностями. Будучи преследуемым группой Незнакомцев, Мёрдок обнаруживает что и сам владеет телекинезом и использует это умение для своего побега.
Мёрдок перемещается по городу, где царит бесконечная ночь, а солнце никогда не восходит. Он постепенно понимает, что все люди кроме него временно засыпают в полночь, когда время останавливается Незнакомцами для изменения человеческих воспоминаний и городской архитектуры. Они называют этот процесс «настройкой» и используют его для своих целей. Джон сомневается в реальности происходящего и смутно припоминает, что в детстве якобы жил в прибрежном городе под названием Шелл Бич. Попытки добраться туда оборачиваются провалом, так как никто не может вспомнить дорогу к Шелл Бич. Тем временем Незнакомцы потревожены его присутствием и, чтобы найти его, вводят воспоминания Мёрдока в одного из своих людей — мистера Руку.
Мёрдок в конечном счёте встречается с инспектором Бамстедом, который изначально разыскивал его, но затем признал невиновным, имея собственные вопросы о природе Тёмного города. Они находят доктора Шребера, который объясняет им, что Незнакомцы на самом деле — последние представители инопланетной расы, использующие трупы людей в качестве внешних оболочек, чем и объясняется бледный цвет их кожи. Вся колония Незнакомцев располагается под городом, откуда они и управляют им и его жителями. Имея коллективное сознание, они ставят эксперименты над людьми с целью выяснить секрет человеческой души и тем самым продлить собственное существование. Шребер обнаружил Мёрдока, который пробудился в течение полуночного процесса, когда доктор не смог привить ему в память воспоминания убийцы. Втроём они направляются на поиски Шелл Бич, который в итоге оказывается существующим только на стене с афишами на границе города. Пробив стену с афишами, Мёрдок выясняет, что Тёмный город находится в космосе и представляет некое подобие колоссальной космической станции; в пробитое отверстие засасывает Бамстеда и одного из Незнакомцев. Мистер Рука, держащий в заложниках Эмму, предлагает Джону отправиться в их убежище.
Там инопланетяне решают сделать ему инъекцию их коллективной памяти, с помощью чего они смогут понять секрет его души, тем самым окончив эксперимент. Шребер предаёт их, привив Мёрдоку ложные воспоминания, в которых он объясняет Джону о существовании у него дара телекинеза, Незнакомцах и их технологиях. Мёрдок пробуждается и борется с ними, победив их лидера — мистера Книгу — в телекинетической схватке в небе над городом.
Доктор сообщает победителю, что теперь индивидуальность Эммы исчезнет, и она не может быть восстановлена в пределах её тела. Мёрдок использует свои способности и управляет машинами Незнакомцев, чтобы заставить Тёмный город вращаться в пустоте для смены ночи и дня, а также создать Шелл Бич, затопив определённую область и сформировав горы и берега. На пути туда он сталкивается с погибающим мистером Рукой и сообщает ему, что Незнакомцы «искали в неправильном направлении — голове». Мёрдок открывает дверь, выводящую из города, и идёт посмотреть на восход солнца. Рядом расположен док, где он встречает Эмму, которая не помнит его, теперь у неё новые воспоминания и её имя — Анна. Мёрдок снова знакомится с ней, они идут в Шелл Бич, их отношения начинаются снова.

## В ролях
- Руфус Сьюэлл — Джон Мёрдок
- Уильям Хёрт — инспектор Фрэнк Бамстед
- Кифер Сазерленд — доктор Дэниэл Шребер
- Дженнифер Коннелли — Эмма Мёрдок / Анна
- Ричард О'Брайен — Мистер Рука
- Иэн Ричардсон — Мистер Книга
- Брюс Спенс — Мистер Стена
- Колин Фрилс — детектив Эдди Валенски
- Джон Блатал — Карл Харрис
- Митчелл Бутел — офицер Хасселбек
- Мелисса Джордж — Мэй

## Производство

«Незнакомцы» под Городом

Первоначальный сценарий «Тёмного города» имел пессимистический финал (фильм заканчивался триумфом инопланетян), но по ходу работы над лентой концовка несколько раз менялась. В своём окончательном варианте фильм заканчивается несколько натянутым хэппи-эндом, больше похожим на открытый финал.
Декорации фильма разрабатывались как дань уважения к «Бегущему по лезвию» и шедеврам немецкого экспрессионизма, особенно легендарному «Метрополису» (1927). До этого в Австралии, где велись съёмки, никогда не строились декорации подобного масштаба. Для более реалистичной передачи движения зданий были использованы новейшие компьютерные технологии. 
Роджер Эберт отмечает, что уличные сцены в «Тёмном городе» созвучны городским пейзажам Эдварда Хоппера и Джека Веттриано. «Мир, созданный Странниками, кажется позаимствованным из нуаровых фильмов сороковых; перед нами мелькают фетровые шляпы, сигареты, неоновые вывески, торговые автоматы, старинные автомобили вперемешку с более новыми».
Облик инопланетян, вселившихся в человеческие трупы, был вдохновлён внешностью сыгравшего одного из них Ричарда О’Брайена. Отдельной проработки потребовал тот из них, который вселился в тело ребёнка. Их зловещие черты позволяют критикам говорить о «Тёмном городе» как о гибриде кинофантастики с фильмом ужасов.
Первые кадры фильма сопровождаются закадровым комментарием в исполнении Кифера Сазерленда. Руководство «New Line Cinema» убедило Алекса Пройаса добавить его, несмотря на то, что комментарий заранее раскрывает некоторые детали сюжета. Режиссёрская версия фильма вышла уже без этого комментария.

## Отзывы и критика
На ресурсе Rotten Tomatoes фильм имеет рейтинг 77% от критиков на основе 90 рецензий и 85% от зрителей с более чем 100 тыс. проголосовавших.
Изначально «Тёмный город» не получил в кинопрессе однозначной оценки. Рецензия на сайте Filmcritic.com характеризует сюжет фильма как «помесь зрительных чудес со штампами фильмов класса B». Ряд изданий критиковали «сумбурность фабулы и скомканность повествования». Характерно в этом отношении суждение кинообозревателя влиятельной The New York Times о том, что создатели фильма больше стремились ошеломить зрителя неожиданными поворотами, чем придерживаться определённой логики повествования. Наибольшее впечатление на рецензента произвели те сцены, где «здания перемещаются и весь мегаполис приобретает новую конфигурацию». Кинокритик CNN также классифицировал «Тёмный город» как «один из тех фильмов, которые больше озабочены декорациями, нежели тем, что происходит в головах героев».
Большая роль в переоценке значения «Тёмного города» принадлежит авторитетному кинокритику Роджеру Эберту, который счёл его одним из выдающихся фильмов современности и поставил на первое место в своём списке лучших фильмов 1990-х годов. Впоследствии он писал о «Тёмном городе» как о «фильме, создающем совершенно искусственный мир, в котором люди учатся быть людьми». Среди ингредиентов этого мира киноведы называют Кафку, Фрица Ланга, Винсента Прайса и сериал «Звёздный путь».

## Влияние
Несмотря на весьма умеренные кассовые сборы, «Тёмный город» стал одним из культовых фильмов 1990-х годов. Вот что по этому поводу говорит онлайн-ресурс allmovie:

Кто любит сюжеты прямолинейные и укоренённые в действительности, должен избегать этого фильма, но для тех, кто не имеет ничего против смешения развлечения с метафизикой, «Тёмный город» — один из самых недооценённых фильмов 1990-х годов.

Влияние его художественного решения и философской проблематики ощутимо в «Матрице», которая снималась в тех же самых сиднейских декорациях через год после «Тёмного города». По оценке Эберта, «Тёмный город» воплотил те эффекты, к которым стремились создатели «Матрицы», только раньше, с большим чувством и воображением.

## Награды и номинации

Инопланетное существо, напоминающее «паука из перепуганных спагетти», покидает человеческое тело и разлагается от соприкосновения с водой. В здоровом состоянии существа полупрозрачные и голубого цвета.

### Награды
- 1999 — Премия «Сатурн»
  - Лучший научно-фантастический фильм
- 1999 — Премия Брэма Стокера
  - Лучший сценарий — Дэвид Гойер, Лем Доббс, Алекс Пройас
- 1999 — Брюссельский кинофестиваль
  - Приз зрителей «Пегас» — Алекс Пройас
- 1998 — Премия «National Board of Review»
  - Специальное упоминание за отличное качество

### Номинации
- 1999 — Премия «Сатурн»
  - Лучшие костюмы
  - Лучший режиссёр — Алекс Пройас
  - Лучший грим
  - Лучшие спецэффекты
  - Лучший сценарий — Дэвид Гойер, Лем Доббс, Алекс Пройас
- 1999 — Премия «Хьюго»
  - Лучшая постановка